# Roswell, New Mexico
Roswell är en stad, tillika administrativ huvudort, i Chaves County i den amerikanska delstaten New Mexico. Staden (kommunen) har en yta på 77,5 km² och en befolkning som uppgår till c:a 48 000 invånare (2016). Cirka 2,5 procent av befolkningen i staden är afroamerikaner. Av befolkningen lever cirka 23 procent under fattigdomsgränsen. 
Den är belägen i den sydöstra delen av delstaten, cirka 130 km väster om gränsen mot delstaten Texas och cirka 320 km sydost om New Mexicos delstatshuvudstad Santa Fe.
Staden är ett turistmål på grund av historien om Roswellincidenten där ett UFO ska ha kraschlandat norr om Roswell 1947. På grund av det fördelaktiga klimatet är det många som bosätter sig där på äldre dagar.